# Handwritten (The Gaslight Anthem)
Handwritten is het vierde studioalbum van de Amerikaanse rockband The Gaslight Anthem. Het album werd op 23 juli 2012 uitgegeven via Mercury Records op cd en lp. Op de hoes is een inleiding voor het album te lezen van Nick Hornby. dees Het album werd geproduceerd door Brendan O'Brien en is het eerste album van de band via Mercury Records. Het werd goed ontvangen door recensenten.
Het album heeft een single voortgebracht, namelijk "45" in 2012. Ook is er een videoclip voor het nummer "Here Comes My Man" uitgegeven, waar actrice Elisha Cuthbert in speelt.
Van 2015 tot 2019 werd het nummer "Howl" van het album gebruikt door de New Jersey Devils als goal song, het werd dus elke keer als ze scoorden gespeeld.

## Nummers
| Handwritten 1. "45" - 3:23 2. "Handwritten" - 3:58 3. "Here Comes My Man" - 3:35 4. "Mulholland Drive" - 3:53 5. "Keepsake" - 4:02 6. "Too Much Blood" - 5:07 7. "Howl" - 2:04 8. "Biloxi Parish" - 3:46 9. "Desire" - 3:15 10. "Mae" - 4:07 11. "National Anthem" - 3:40 | Deluxe editie 1. "Blue Dahlia" - 4:28 2. "Sliver" (cover van Nirvana) - 2:07 3. "You Got Lucky" (cover van Tom Petty) - 3:50 Muziekdownload 1. "Teenage Rebellion" (akoestisch) - 4:31 |

## Muzikanten
Band
- Brian Fallon - zang, gitaar
- Alex Rosamilia - gitaar, achtergrondzang
- Alex Levine - basgitaar, achtergrondzang
- Benny Horowitz - drums, slagwerk, achtergrondzang

Aanvullende muzikanten
- Ian Perkins - gitaar, achtergrondzang
- Brendan O'Brien - gitaar, achtergrondzang, hammondorgel, piano, slagwerk
- Patrick Warren - keyboard (track 11), strijkers